# ロッジ -白い惨劇-
『ロッジ -白い惨劇-』（原題:The Lodge）は2019年に公開されたアメリカ合衆国・イギリス合作のホラー映画である。監督はヴェロニカ・フランツとセヴリン・フィアラ、主演はライリー・キーオが務めた。本作は日本国内で劇場公開されなかったが、2020年7月8日よりデジタル配信が始まった

## 概略
リチャードは子供2人（エイダンとミア）と恋人のグレイスを連れて、田舎町のコテージにやって来た。リチャードは休暇を3人と一緒に楽しむつもりだったが、急な仕事が入ったため、グレイスに子守を任せて帰ることにした。グレイスと子供たちの間には気まずい雰囲気が漂うことになった。さらに悪いことに、外は猛吹雪になってしまった。ほどなくして、コテージ内で怪奇現象が次々と発生した。それが原因で、グレイスのトラウマが呼び覚まされてしまった。

## キャスト
- ライリー・キーオ - グレイス・マーシャル
- ジェイデン・マーテル - エイダン・ホール
- リア・マクヒュー - ミア・ホール
- リチャード・アーミティッジ - リチャード・ホール
- アリシア・シルヴァーストーン - ローラ・ホール
- ケイトリン・ウェルズ - ウェンディ

## 製作
2017年10月24日、フィルムネイション・エンターテインメントが製作する新作ホラー映画にライリー・キーオが出演するとの報道があった。2018年2月、リチャード・アーミティッジ、ジェイデン・マーテル、リア・マクヒューがキャスト入りした。2019年1月8日、ダニー・ベンジーとソーンダー・ジュリアーンズが本作で使用される楽曲を手掛けることになったと報じられた。

## 公開・マーケティング
2019年1月25日、本作はサンダンス映画祭でプレミア上映された。28日、ネオンが本作の全米配給権を獲得したとの報道があった。5月7日、本作のオフィシャル・トレイラーが公開された。
当初、本作は2019年11月15日に全米公開される予定だったが、後に公開日は2020年2月7日に延期されることになった。

## 評価
本作は批評家から好意的に評価されている。映画批評集積サイトのRotten Tomatoesには43件のレビューがあり、批評家支持率は81%、平均点は10点満点で7.62点となっている。サイト側による批評家の見解の要約は「ライリー・キーオの印象に残る演技のお陰で、『ロッジ -白い惨劇-』は醸し出す雰囲気通りの何とも言えぬ結末を描き出している。それはダークな雰囲気のホラー映画のファンたちが好むタイプのものである。」となっている。また、Metacriticには9件のレビューがあり、加重平均値は68/100となっている。